# Sphaeranthus
Sphaeranthus es un género de plantas fanerógamas perteneciente a la familia de las asteráceas. Comprende 109 especies descritas y de estas, solo 33 aceptadas. Es originario de África.

## Taxonomía
El género fue descrito por Carlos Linneo y publicado en Species Plantarum 2: 927. 1753. La especie tipo es Sphaeranthus indicus L.	

## Especies aceptadas
A continuación se brinda un listado de las especies del género Sphaeranthus aceptadas hasta julio de 2012, ordenadas alfabéticamente. Para cada una se indica el nombre binomial seguido del autor, abreviado según las convenciones y usos.
- Sphaeranthus africanus L.
- Sphaeranthus angolensis O.Hoffm.
- Sphaeranthus angustifolius DC.
- Sphaeranthus bullatus Mattf.
- Sphaeranthus chandleri Ross-Craig
- Sphaeranthus confertifolius Robyns
- Sphaeranthus cristatus O.Hoffm.
- Sphaeranthus epigaeus Schinz
- Sphaeranthus fischeri O.Hoffm.
- Sphaeranthus flexuosus O.Hoffm.
- Sphaeranthus foliosus Ross-Craig
- Sphaeranthus greenwayi Ross-Craig
- Sphaeranthus indicus L.
- Sphaeranthus kirkii Oliv. & Hiern
- Sphaeranthus mimetes Ross-Craig
- Sphaeranthus mozambiquensis Steetz
- Sphaeranthus neglectus R.E.Fr.
- Sphaeranthus oppositifolius Ross-Craig
- Sphaeranthus peduncularis DC.
- Sphaeranthus ramosus (Klatt) Mesfin
- Sphaeranthus randii S.Moore
- Sphaeranthus salinarum Symoens
- Sphaeranthus samburuensis Beentje
- Sphaeranthus senegalensis DC.
- Sphaeranthus similis Kers
- Sphaeranthus spathulatus Peter
- Sphaeranthus steetzii Oliv. & Hiern
- Sphaeranthus strobiliferus Boiss. & Noë
- Sphaeranthus stuhlmannii O.Hoffm.
- Sphaeranthus suaveolens (Forssk.) DC.	- habagbag[4]
- Sphaeranthus ukambensis Vatke & O.Hoffm.
- Sphaeranthus wattii Giess ex Merxm.
- Sphaeranthus zavattarii Cufod.